# デヴィッド・ゲフィン
デヴィッド・ローレンス・ゲフィン（David Lawrence Geffen、1943年2月21日 - ）は、アメリカのレコード会社経営者、映画プロデューサー。アサイラム・レコード、ゲフィン・レコードの創設者として有名。

## 来歴
ニューヨーク、ブルックリンのバラ・パーク（Borough Park）に生まれる。父親はリトアニア出身、母親はモルドバ出身で、何方もユダヤ人であった。
1960年代半ばにニューヨークにあるウィリアム・モリス・エージェンシーの社員としてキャリアをスタートした。独立後にローラ・ニーロを発掘し、そのマネージャーとなる。彼女の楽曲をフィフス・ディメンションやスリー・ドッグ・ナイトに売り込んだことをきっかけにロサンゼルスの音楽界に人脈を作り、1968年頃に同地に拠点を移す。
ゲフィン・ロバーツ・カンパニーを、ウィリアム・モリス・エージェンシーの後輩であるエリオット・ロバーツと共に設立。また、1969年2月1日にマネージメント会社のデヴィッド・ゲフィン・エンタープライズを設立し、クロスビー・スティルス&ナッシュのビジネスに関わる一切合切を引き受けることとなった。
ゲフィンの初仕事は彼らのレコーディング契約の獲得だった。スティーヴン・スティルスは『スーパー・セッション』（1968年）でコロムビア・レコードからそこそこの金をもらい、グレアム・ナッシュはコロムビア傘下のエピック・レコードとすでに契約を交わしていた。バーズとしてコロムビアと契約していたデヴィッド・クロスビーは、グループ脱退後、同社から関係を解消されていたが、ゲフィンの頭にあったのはコロムビアであった。スティルスをアトランティック・レコードの契約から解放するために、彼は同社に接触し、プロデューサー兼共同会長のジェリー・ウェクスラーとの面会を設定した。この打ち合わせでゲフィンはウェクスラーのオフィスから文字どおりつまみ出された。しかし翌日、ゲフィンの元へ同社の創設者アーメット・アーティガンから電話がかかる。アーティガンは反対にゲフィンを説得し、アトランティックとクロスビー・スティルス&ナッシュとの契約を成立させた。これによりレーベル間で交換がなされ、バッファロー・スプリングフィールドの元メンバーふたり、リッチー・フューレイとジム・メッシーナはコロムビアに行き、ポコを結成することとなった。

### アサイラム・レコードを設立
1970年に新人としてジャクソン・ブラウンをアトランティック・レコードと契約する際に、アトランティック・レコードはゲフィンにレーベルを設立することを勧め、その資金を半分出した。これがアサイラム・レコードである。
アサイラム・レコードはジャクソン・ブラウンの他、イーグルス、J.D.サウザーなどの新人を送り出すと共に、リンダ・ロンシュタットやジョニ・ミッチェルを他レーベルから移籍させ、大成功を得る。一時的だがボブ・ディランと契約していたこともある。1973年にアサイラム・レコードはエレクトラ・レコードと合併し、ゲフィンは新会社エレクトラ/アサイラムの社長となった。

### ゲフィン・レコード時代
1975年にはグループ企業のワーナー・ブラザースに転出するが、間もなく病気療養の為に一時引退。1980年に業界に復帰した彼は、ゲフィン・レコードを設立。長らく引退状態にあったジョン・レノンの『ダブル・ファンタジー』を送り出し、再び華々しい成功を収める。その後も、エルトン・ジョンやエアロスミスといった大御所を他社から引き抜くと共に、ニルヴァーナ、ガンズ・アンド・ローゼズ、ベックといった若手をブレイクさせた。
また、ゲフィン・レコードに続いてゲフィン・フィルムズを旗揚げし、『ビートルジュース』『リトル・ショップ・オブ・ホラーズ』などの映画を送り出した。ブロードウェイ・ミュージカル『キャッツ』のプロデューサーの一人でもある。

### ドリームワークス設立後
1990年にゲフィン・レコードをMCAに売却。業界紙が選ぶエンターテイメント業界の実力者（power101）の10位にランキングされた1994年にはスティーヴン・スピルバーグ（4位）、ジェフリー・カッツェンバーグ（9位）と共にドリームワークスSKGを設立した（2008年に同社を離脱）。
1996年にロサンゼルス現代美術館（MOCA）に500万ドルを寄付し、新館「テンポラリー・コンテンポラリー」の改装に寄与。その新館は「ゲフィン・コンテンポラリー・アット・MOCA」と改称された。

## エピソード
- ゲイであることを公言している。一時キアヌ・リーブスと「結婚」するという誤った噂も流れた。

- ジョニ・ミッチェルの1974年のヒット曲「パリの自由人」の「自由人（Free Man）」とはゲフィンのことを指している[3]。